# Davidius monastyrskii
Davidius monastyrskii là loài chuồn chuồn trong họ Gomphidae. Loài này được Do mô tả khoa học đầu tiên năm 2005.